# La prateria
La prateria (titolo originale: The Prairie: A Tale) è un romanzo pubblicato nel 1827 dallo scrittore statunitense James Fenimore Cooper (1789 - 1851). È il terzo romanzo della saga de I racconti di Calza di Cuoio, ma nella cronologia interna è posteriore anche ai due che gli seguono (La staffetta e Il cacciatore di daini), ambientati antecedentemente. Il protagonista è ancora l'esploratore e cacciatore nordamericano Nathaniel "Natty" Bumppo, soprannominato "Calza di cuoio".

## Trama
La storia si svolge nel 1804, nella prateria ad ovest del fiume Mississippi, prima della conquista del territorio ad opera dei coloni bianchi. Il pioniere Ishmael Bush, emigrato dal Kentucky, attraversa il territorio con una colonna di carri, la sua numerosa famiglia, il bestiame e i loro beni. La famiglia è composta, oltre che da Ishmael, da sua moglie Esther, i loro quattordici figli, Ellen Wade (nipote del defunto primo marito di Esther), Abiram White (cognato di Esther) e il medico e studioso dr. Bat. Ellen Wade poi segretamente si vede con il suo fidanzato, Paul Hoover, mentre Abiram White sembra nascondere un segreto nel suo carro. Il gruppo ben presto incontrerà l'ostilità degli indiani Sioux, nativi delle praterie, ma riceve aiuto da parte dell'ormai ottantenne cacciatore Nathaniel Bumppo, che vive nella prateria con la sola compagnia del suo cane. Benché li assista però anche Bumppo vede con preoccupazione il crescente afflusso di pionieri a seguito dell'acquisto della Louisiana da parte degli Stati Uniti. Sopraggiunge poi anche l'ufficiale Duncan Uncas Middleton (nipote del Duncan Heyward che compare in L'ultimo dei Mohicani, il precedente romanzo del ciclo), il quale è stato incaricato dal presidente Jefferson di esplorare il territorio e inoltre è sulle tracce di Abiram White, che sospetta di aver sequestrato sua moglie Inez de Certavallos-Middleton, una donna creola. Scoperto che effettivamente è Inez che Abiram White tiene prigioniera sul suo carro, Ellen Wade decide di aiutare Bumppo e Middleton a farla scappare e fuggire lei pure con Paul Hoover, il suo fidanzato. Il gruppetto di fuggitivi, cui si è unito anche il dottor Bat, viene però intercettato dai Sioux e loro condotti prigionieri al villaggio indiano. Mahtoree, capo dei Sioux, vorrebbe imporre a Ellen e Inez di sposarlo, viene però attaccato dai Pawnee, una tribù nemica, e ucciso dal loro capo Cuore duro.
Frattanto Ishmael Bush e suo figlio Asa hanno un duro litigio con Abiram White, durante il quale quest'ultimo viene colpito da Asa. Per riappacificarsi, Ishmael propone agli altri due di andare insieme a caccia, ma durante la battuta Asa viene assassinato. Del delitto verrà sospettato proprio Bumppo, nonché di aver rapito Ellen Wade.
Gli uomini della famiglia Bush profittano poi della confusione causata dall'uccisione di Mahtoree e dall'attacco dei Pawnee per penetrare nel villaggio sioux e liberare i prigionieri. Impadronitosi di Bumppo, Ishmael Bush lo sottopone a giudizio per l'uccisione di suo figlio Asa, ma si dimostrerà che l'assassino è Abiram White, il quale viene condannato al posto di Bumppo. La famiglia Bush decide quindi di proseguire nel suo viaggio verso ovest, mentre Ellen Wade fa ritorno nel Kentucky con il suo fidanzato. Nathaniel Bumppo invece si stabilisce presso il villaggio degli indiani Pawnee, il cui stile di vita è più conforme a quello da lui condotto fino ad allora, e in punto di morte verrà raggiunto di nuovo da Duncan Middleton, al quale comunica le sue ultime volontà.

## Edizioni
- J. F. Cooper: La prateria, ed. Mondadori, Milano 1935;
- J. F. Cooper: La prateria, ed. R. Franceschini e F., Bologna 1953 (con illustrazioni originali di Gastone Rossini;
- J. F. Cooper: La prateria, ed. Rizzoli, Milano 1954;
- J. F. Cooper: La prateria, ed. SAS, Torino 1956;
- J. F. Cooper: La prateria, ed. Paoline, Roma 1966;
- J. F. Cooper: La prateria, ed. Frassinelli, Milano 1997;
- J. F. Cooper: La prateria, ed. Mondadori, Milano 1990;